# Сила Генчоглу
Сила Генчоглу (тур. Sıla Gençoğlu; нар.. 17 червня 1980) — турецька співачка і авторка пісень.

## Життєпис
Народилася 1980 року в Аджипаямі. Її мати родом з Ізміру, а батько — з Денізлі. Її мати Омюр Генчоглу (до шлюбу Балабан) була фармацевткою, а батько Şükrü Gençoğlu — політиком і хіміком. Її дідусь по батькові Різа Генчоглу був депутатом від Партії справедливості у складі 15-го парламенту Туреччини.
Закінчивши початкову школу в Денізлі, вона захопилася вивченням французької й переїхала до Ізміру разом із бабусею Сюхелою Балабан, щоб відвідувати середню школу У 1990 році розпочала навчання у школі «Тевфік Фікрет», де до 1997 року вивчала французьку мову. Під керівництвом свого вчителя музики Азіза Пелена вона розвинула інтерес до музики і почала виходити на сцену в шкільних хорах та програмах.

## Творчість

### 1998—2006 роки
У 1998 році Сила Генчоглу приїхала до Стамбулу за вищою освітою, де спочатку рік вивчала французьку мову та літературу на філологічному факультеті Стамбульського університету, перш ніж перевестись до Стамбульського університеті Білгі для вивчення джазової музики. У цей період вона стала солісткою джазового оркестру Нешета Руакана, Недіма Руакана та Незі Єшільніла на джазовому фестивалі «Афьон». Вона працювала над своїм голосом з Нюхетом Руакан, а також познайомилася з музикантом Ефе Бахадиром, з яким співпрацювала в своїх майбутніх альбомах. Після короткого тренінгу вона познайомилася з Кенаном Догулу і виступала його вокалісткою протягом семи років. Крім того, композиції та пісні Sıla були представлені в альбомах багатьох відомих артистів, таких як Ferhat Göçer, Кенан Догулу та Емель Мюфтюоглу. Люди вперше познайомились з її голосом завдяки її співпраці з Sezen Aksu у пісні «Sıla-Töre» для телесеріалу Sıla] .

### 2007—2010 роки:Sılaтаİmza
У 2007 році Сила Генчоглу випустила альбом Sıla. Пісня «…Dan Sonra» стала хітом номер один у Топ-20 Türkçe протягом 12 тижнів. Також вийшов кліп на пісню «Kenar Süsü». 2008 року вона записала пісню «Yaz Geliyor Heyoo» з групою Ciclon. Пісня ввійшла до альбому «Шейкер» і посіла 34-е місце в музичних чартах Туреччини.
Другий студійний альбом Sıla, «Імза», вийшов у 2009 році, а його головний сингл «Sevişmeden Uyumayalım» був хітом номер один у Туреччині протягом трьох тижнів. Ще одна пісня з альбому під назвою «İnşallah» посіла номер два у музичних чартах Туреччини. Кемаль Доулу режисерував музичний кліп на «Yara Bende», і пісня посіла четверте місце на музичних чартах. Четверте музичне відео було зроблено на пісню «Bana Biraz Renk Ver», використовуючи кадри з концерту Sıla в березні 2010 року, і пісня врешті посіла третє місце в музичних чартах Туреччини.

### 2010—2013 роки:Konuşmadığımız Şeyler VarтаVaveyla

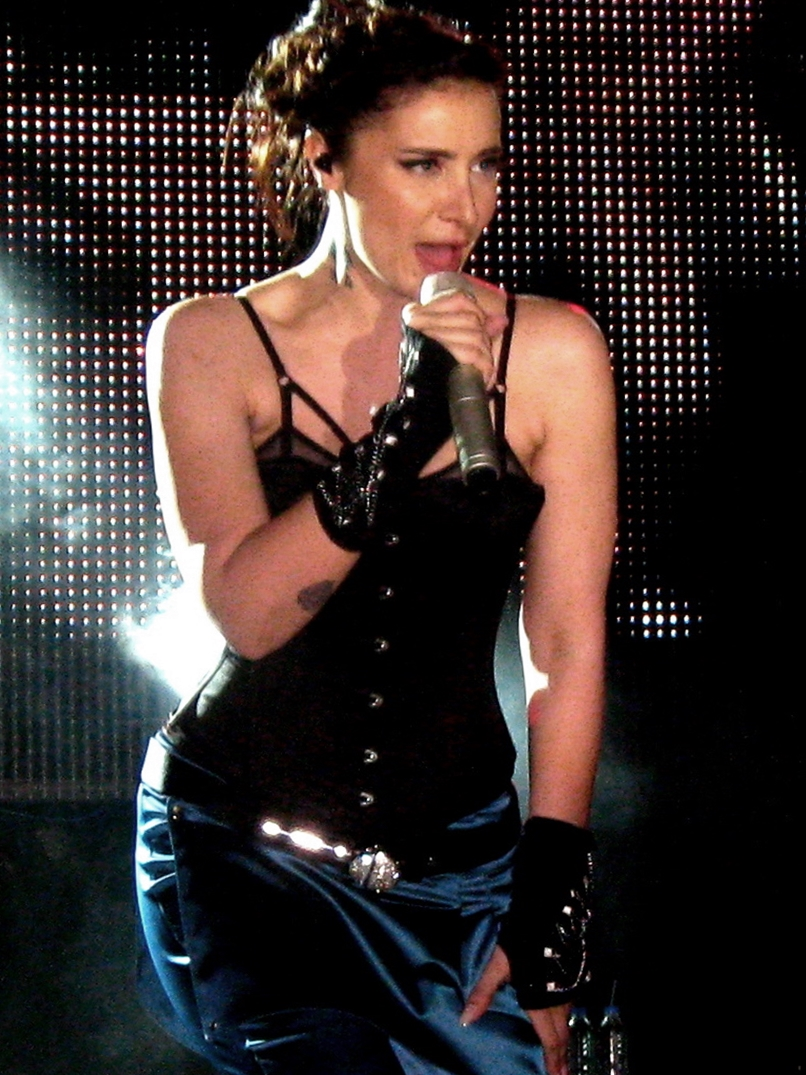
Сила Генчоглу в Бахчешехірському університеті на Spring Fest у Стамбулі, 2011 рік

У наступні роки вийшла низка альбомів співачки: «Konuşmadığımız Şeyler Var» у листопаді 2010 року на Sony Music Entertainment та Columbia Records. Альбом близько року був у списку тих, що найкраще продається. Було продано 100 000 примірників у Туреччині, завядки чому Sıla піднялась на 7-е місце за популярністю у 2010 році.

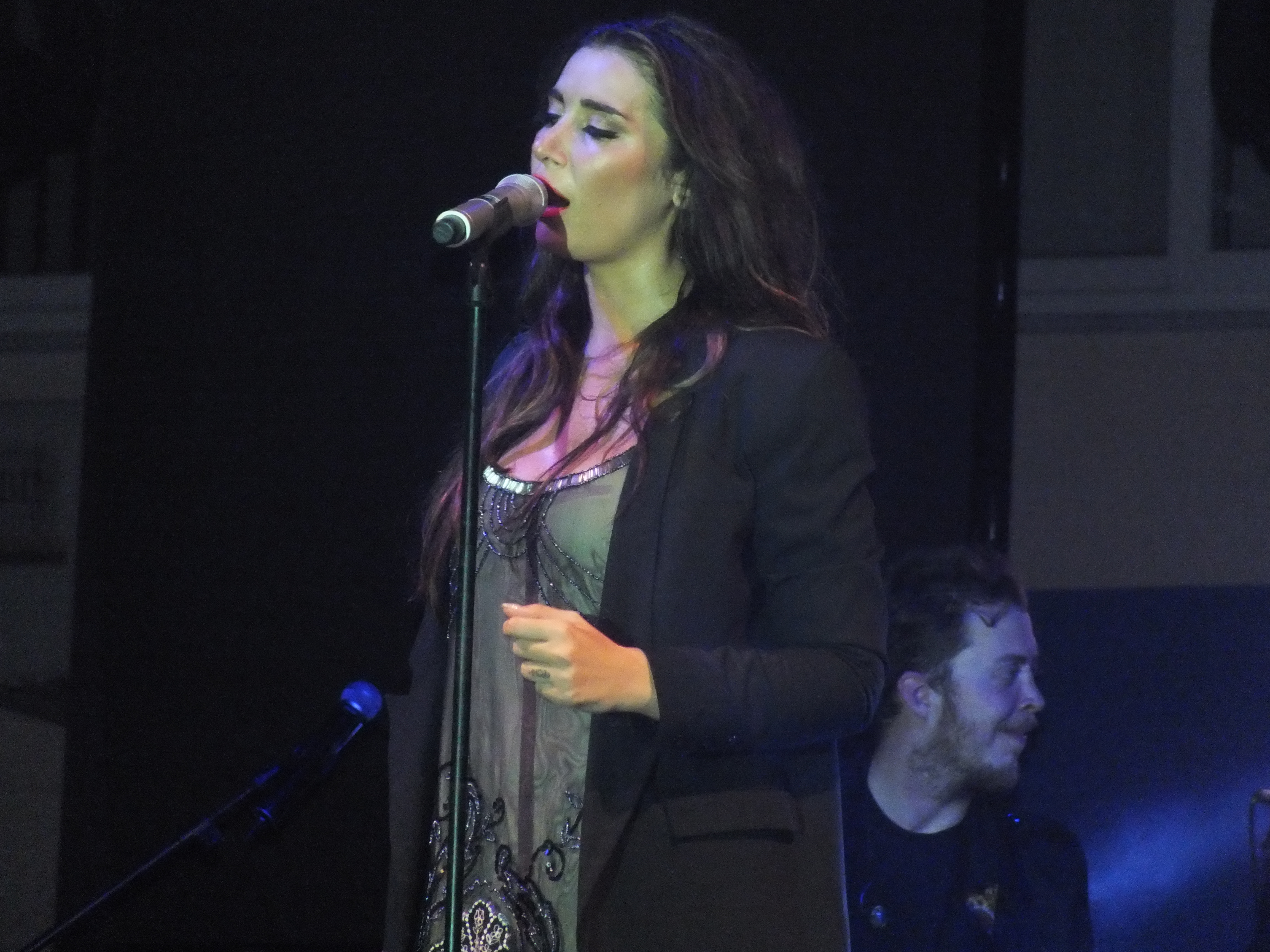
Сила виступає на концерті в Мерсіні в 2012 році

Для свого першого концертного альбому «Джокер», який вийшов у червні 2012 року, вона переписала пісні з попередніх альбомів. Пісня «Yoruldum» з цього альбому посіла друге місце в музичних чартах Туреччини. У жовтні Sıla випустила свій четвертий студійний альбом Vaveyla. Для пісень «İmkânsız» та «Zor Sevdiğimden» було зроблено окремі музичні кліпи, обидва вони посіли номер два у музичних чартах.

### 2014–нині:Yeni AyandMürekkep
Наступний альбом з двома дисками під назвою Yeni Ay вийшов у лютому 2014 року компанією Sony Music Entertainment та Columbia Records. За перший тиждень було продано 70 000 примірників у Туреччині, ставши номером один у списку найкращих продажів D&R. До кінця року було продано 158 000 примірників альбому у Туреччині, що зробило Sıla найкращою виконавицею у 2014 році. Yeni Ay також побив рекорд продажів на iTunes Store в Туреччині, будучи першим альбомом найпродаванішим протягом кількох місяців.
Провідний сингл альбому «Vaziyetler» став хітом номер один у Топ-20 Türkçe протягом 11 тижнів, а дві інші пісні з альбому «Yabancı» і «Hediye» також стали хітами номер один. «Reverans» посіла друге місце в музичних чартах. На ряді музичних премій в Туреччині 2014 року альбом була названо найкращим альбомом, а Sıla перемогла у номінаціях «Найкраща виконавиця» та «Найкраща виконавця з найбільшою кількістю пісень, що виконуються на радіо».

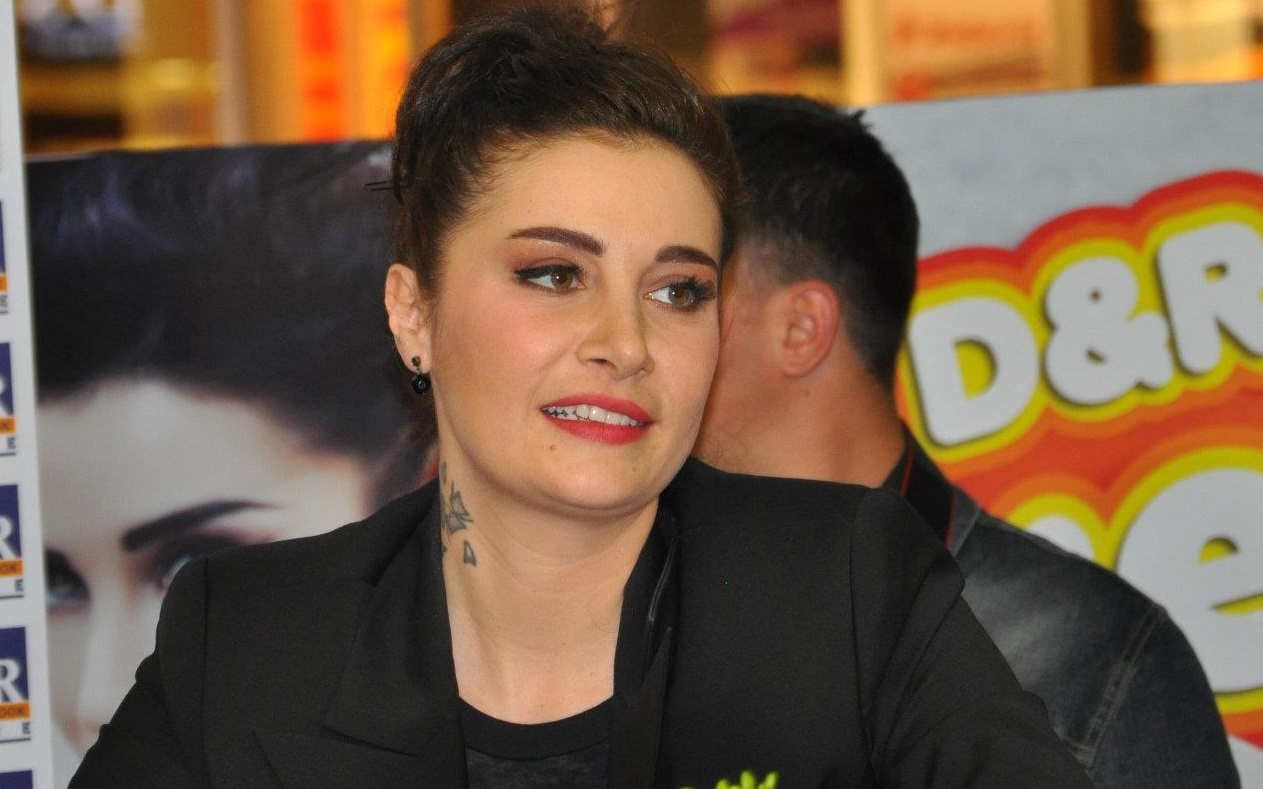
Сила Генчоглу на прес-конференції в Анталії в травні 2015 року

У 2015 році Сила написав багато нових пісень для альбому № 6 Зійнета Салі та першого студійного альбому Гюліз Айли. Вона також виступала музичним керівником для Зійнет Салі і стала продюсером для Güliz Ayla. Наприкінці року GQ Turkey назвала Сила Генчоглу «Жінкою року 2015»
її шостий студійний альбом Mürekkep вийшов у травні 2016 року на лейблах Sony Music Entertainment та Columbia Records. Першими двома піснями з альбому стали «Afitap» та «Engerek», на які були зняті музичні кліпи. Так само, як і її попередні альбоми, Мюреккеп також став альбомом номер один з продажів у Туреччині. Альбом було продано накладом 101 000 примірників за перший рік Сила також була серед артистів, які в травні були представлені в альбомі Ерола Евгіна Altın Düetler, співаючи пісню «Ateşle Oynama» разом з Evgin.
У жовтні 2017 року Sıla випустила новий сингл під назвою «Muhbir». У грудні 2018 року Sıla була серед чотирьох людей, які здобули почесну нагороду на 45-й нагороді Golden Butterfly Awards. 1 березня 2019 року Sony Music випустила свій новий EP під назвою Acı, який добре сприйняли критики. Ще один EP під назвою Meşk вийшов 26 липня 2019 року компанією Sony Music. Він складався з трьох пісень, над якими Сила працював з Умутом Яшаром Сарікай, Ефе Бахадіром, Ілкером Байрактаром та Сезен Аксу. Музичне відео на пісню «Karanfil» зняли на озері Бафа і він вийшов того ж дня, що й альбом. Після цього вийшов другий відеокліп на пісню «Haytalar Dükkanı». У жовтні 2019 року Сила Генчоглу знялася в рекламному ролику для китайського бренду Oppo після підписання контракту в розмірі 3 мільйонів євро.
Окрім кар'єри співачки, Сила, також знана як авторка пісень та композиторка, її високо оцінили критики. Вона написала майже всі свої пісні самостійно разом з Ефе Бахадиром. Вона також написала багато пісень для інших співаків. Її Konuşmadığımız Şeyler Var та Yeni Ay Сила Генчоглу найкраще продавались у Туреччині у 2010 та 2014 роках, відповідно. Вона виграла чотири нагороди «Золотий метелик» та сім премій «Music Music Awards» та багато разів номінувались на нагороди.

## Скандали
Після спроби турецького перевороту 2016 року правляча партія Справедливості та розвитку організувала зустріч 7 серпня за підтримки Республіканської народної партії та Партії націоналістичного руху, що називається Демократією та зборами мучеників, попросивши відомих людей проявити свою підтримку уряду Туреччини. Сила Генчоглу відмовилася відвідувати, сказавши: «Я абсолютно проти перевороту, але не вважаю за краще бути присутньою на такому шоу». В результаті її концерти в муніципалітетах, контрольованих Партією справедливості та розвитку, були скасовані. Столичний муніципалітет Стамбула звинуватив Силу у «висміюванні людей» за те, що назвав їх зібрання за демократію «шоу», на що співачка відповіла: «Демократія здатна поважати відмінності і жити плечем до плеча з цими барвистими відмінностями». BirGün писав, що Сила не підтримала Сабах через тісні стосунки останньої з Партією справедливості та розвитку. У грудні 2016 року Емре Шевік із Szccü написав, що навіть за умови втручання влади в концерти, шанувальники все-таки заповнюють концерти Sıla більше, ніж будь-коли раніше.
У жовтні 2018 році Сила Генчоглу подала до суду, заявивши що зазнала фізичного насильства з боку свого тоді ще хлопця, відомого актора Ахмеда Курала у фізичному та психологічному насильстві.
Відповідно до закону, суд ухвалив рішення по заборону Куралу підходити близько до Сили протягом 3-х місяців.
Даний інцидент став гаряче обговорюваних в Туреччині і привернув велику увагу. Захисники патріархальної системи почали звинувачувати співачку в наклепі, кажучи, що звинувачення вигадані через ревнощі. Але не дивлячись на всі суперечки, актора Ахмеда Курала суд засудив до 16 місяців і 20 днів тюремного ув'язнення за образи, загрозу та умисне заподіяння шкоди Силі Генчоглу.

## Дискографія
- Sıla (2007)
- İmza (2009)
- Konuşmadığımız Şeyler Var (2010)
- Vaveyla (2012)
- Yeni Ay (2014)
- Mürekkep (2016)